# Eysturoyartunnilin
Eysturoyartunnilin er en undersøisk tunnel på Færøerne med en undersøisk rundkørsel med tre tilkørsler, der åbnede for trafik den 19. december 2020. Tunnelen er Færøernes hidtil største bygningsværk. Den blev bygget fra 2016 til 2020 og forbinder begge sider af Skálafjørður på øen Eysturoy med hinanden og med hovedstaden Tórshavn, som ligger på Streymoy. Eysturoyartunnilin er den tredje undersøiske tunnel på Færøerne og den hidtil længste på godt elleve kilometer. De andre to undersøiske tunneller er Vágatunnilin og Norðoyatunnilin, der åbnede i henholdsvis 2002 og 2006. Arbejdet på tunnellen startede i 2016. De tre tunnelportaler er ved Sjógv i Strendur, i Rókin, Saltnes ved Runavík og i Hvítanes, som ligger få kilometer nord-nordøst for Tórshavn.

## Om tunnellen
Eysturoyartunnilin er 11 kilometer og 240 meter lang og har en rundkørsel under havbunden mellem Strendur og Runavík. Eysturoyartunnilin har en maksimal stigning på 5 % og ligger på det højeste punkt 15 meter over havet, og på det laveste punkt ligger den 187 meter under havet.

### Om tidsbesparelse
Tunnellen forkorter afstanden mellem Tórshavn og henholdsvis Runavík og Strendur fra 55 kilometer til 17 kilometer. Strækningen, der før tog 64 minutter at køre i bil, forkortes ned til 16 minutter. Køreturen fra Færøernes næststørste by, Klaksvík, til Tórshavn forkortes fra 68 minutter til 36 minutter. Det vil kun tage 7 minutter at køre fra Hvítanes ved Tórshavn til Strendur og 8 minutter mellem Hvítanes og Runavík.

## Historien

### Kári P. Højgaard og CIP
Under Kaj Leo Holm Johannesens anden regering blev Kári P. Højgaard fra Nýtt Sjálvstýri udnævnt til Færøernes indenrigsminister. Der blev megen diskussion om sagen om en planlagt tunnel, som Kári P. Højgaard havde planer om at lade den danske virksomhed CIP bygge finansieret med penge fra PensionDanmark. CIP (Copenhagen Infrastructure Partners) krævede monopol på at opkræve betaling for at køre igennem tunnellen i mindst 30 år og op til 50 år. CIP forlangte, at alle detaljer i sagen skulle hemmeligholdes. Aftalen var klar at underskrive den 27. juni 2013, men pga. den store medieomtale, efter at forskellige oplysninger blev lækket ud til medierne, og modstand fra oppositionen og nogle af politikerne i regeringen, valgte lagmanden at aftalen ikke skulle underskrives den 27. juni, men at Lagtinget skulle have lov til at lovgive omkring  Eysturoyartunnilin. Flere politikere mente dog, at det var et problem, at de ikke fik lov til at læse aftalen, uden først at underskrive en fortrolighedsklausul, hvor de skulle love, at de ikke ville fortælle nogen om noget som helst af det, som stod i aftalen, og heller ikke diskutere detaljer fra aftalen i Lagtinget. Aftalen skulle efter denne udsættelse underskrives den 31. august 2013, og hvis dette ikke blev tilfældet, så havde CIP forlangt en million kroner.
Aftalen blev ikke underskrevet den 31. august 2013, da der ikke var flertal for lovforslaget. Den 5. september 2013 valgte Kaj Leo Holm Johannessen at opsige indenrigsminister Kári P. Højgaard, som derefter blev lagtingsmedlem igen. Det endte også med, at lagmanden valgte at udskrive valg før tid, efter at en undersøgelse om hvorvidt lagmanden vidste noget om aftalen med CIP om en million kroner, hvilket han benægtede, men Gammeltoft Hansen, der stod for undersøgelsen, kom i juni 2015 frem til, at lagmanden havde talt usandt for lagtinget, og det førte så til, at lagmanden udskrev lagtingsvalg umiddelbart efter, at han havde holdt lagtingets åbningstale olajdagen den 29. juli 2015.

### Ny regering, ny beslutning
Efter lagtingsvalget 2015 blev en ny regering dannet mellem partierne Javnaðarflokkurin, Tjóðveldi og Framsókn. Henrik Old fra Javnaðarflokkurin blev samfærdselsminister, og både han og landstyret var enige om, at Eysturoyartunnilin skulle bygges, og det skulle være i offentligt regi. Det offentlige aktieselskab P/F Eystur- og Sandoyartunlar blev etableret og skal stå for både Eysturoyar- og Sandoyartunnilin, som skal bygges samtidig, dog starter arbejdet med Sandoyartunnilin lidt senere end Eysturoyartunnilin.

### Borearbejdet startede i 2017
Vejarbejdet til tunnelen startede i 2016. Den 21. februar 2017 affyrede samfærdselsminister Henrik Old startskuddet, det skete i bygden Strendur i bydelen, der kaldes Við Sjógv. Der var festligheder med taler fra bl.a. Teitur Samuelsen, direktør for P/F Eystur og Sandoyartunlar, lagmand Aksel V. Johannesen og Artur Johansen, borgmester i Sjóvar kommuna . Det første skud blev udløst klokken 14:41. Arbejdet med at bore fra bygden Hvítanes i Tórshavnar kommuna  startede den 27. april 2017. Den 4. september 2017 havde de boret og sprængt 942 meter fra Strendur og var kommet ned i 42 meters dybde. Fra Hvítanes havde de boret og sprængt en længde på 678 meter og var kommet 12,3 meter under jorden.
Sidst i november 2018 var man nået tre kilometer ind fra hver side. Borearbejdet blev færdigt den 7. juni 2019, da den sidste sprængning fandt sted. Herefter manglede klargørelsen af tunnelen. Tunnelen indvies den 19. december 2020 kl. 11 lokal tid, efter at sikkerhedsudstyret blev afprøvet, og efter at der blev lavet en sikkerhedsøvelse den 17. december 2020.

### Kunst og arkitektur
Den færøske kunstner Tróndur Patursson har skabt et kunstværk, der blev sat op omkring rundkørslen i Eysturoyartunnilin. Eyðun Eliasen, er arkitekten bag portalerne og lyset i tunnelen, der er i flere farver.

### Åbningen og det første døgn
Åbningsceremonien blev afholdt for inviterede den 19. december 2020 ved middagstid. Åbningen af Eysturoyartunnilin sketa 18 år og 9 dage efter at Færøernes første undersøiske tunnel, Vágatunnilin, åbnede. Ved ceremonien blev tre silkebånd i samme farve som det færøske flag blev bundet på tværs af de tre veje ved rundkørslen. Jørgen Niclasen, trafikminister, klippede snorene. Færøernes Radio sendte live fra begivenheden. Flere taler blev holdt af bl.a. direktøren for Eystur- og Sandoyartunlar, Jørgen Niclasen, trafikminister og borgmestrene fra kommunerne fra Tórshavn og Skálafjørður. Musik blev spillet og kunstneren bag kunstværket omkring søjlen i rundkørslen inde i tunnelen, Tróndur Patursson og arktitekten bag lysene og portalerne i Eysturoyartunnilin holdt også tale. Det første døgn, fra kl. 12:30 den 19. december til den 20. december 2020 kl. 12:30 kørte 17.989 motorkøretøj igennem tunnellen. Det svarer til 50,2% af alle motorkøretøjer, der kan køre, på Færøerne. Det vil være gratis at køre igennem tunnelen frem til og med den 10. januar 2021.